# Myaptexaria virilis
Myaptexaria virilis là một loài ruồi trong họ Asilidae. Myaptexaria virilis được Artigas miêu tả năm 1970. Loài này phân bố ở vùng Tân nhiệt đới.